# Monumento al Renacimiento Africano
El Monumento al Renacimiento Africano es una escultura de bronce de 49 metros de altura situada en las afueras de Dakar, Senegal. Construida con vistas al océano Atlántico en el suburbio de Ouakam, la estatua fue diseñada por el arquitecto senegalés Pierre Goudiaby. El acondicionamiento de la ubicación elegida, una colina de 100 metros de altura, empezó en 2006, y el comienzo de la construcción de la escultura en bronce el 3 de abril de 2008. En un principio la fecha de finalización estuvo planeada para diciembre de 2009, retrasándose hasta comienzos de 2010. La inauguración solemne del monumento tuvo lugar el 4 de abril de 2010, coincidiendo con la Fiesta Nacional de Senegal, que ese año conmemoraba el 50.º aniversario de la independencia de Francia.
La escultura está realizada con láminas de cobre de 3 centímetros de espesor, y representa a 3 miembros de una familia, que salen de la cima de una montaña: una estatua completa de una mujer joven, un hombre y, sentado en su brazo izquierdo levantado, un niño que señala con su dedo al mar, a los africanos al otro lado del Atlántico, en América . La construcción de la escultura de bronce fue llevada a cabo por la firma norcoreana Mansudae Overseas Projects. El diseño fue obra del arquitecto local Pierre Goudiaby Atepa, basado en una idea presentada por el presidente Abdoulaye Wade.
El proyecto fue puesto en marcha por el presidente Wade quien lo considera como una de las obras que darán prestigio a Senegal, destinadas a proporcionar monumentos que anuncien la llegada de una nueva etapa, el Renacimiento Africano. Sin embargo, el proyecto también originó controversia debido a que el presidente Wade reclamó derechos de autor sobre la obra, insistiendo que debían retornar a él un 35% de los beneficios generados, incluyendo aquellos por turismo. El porcentaje restante en impuestos lo recaudaría el Estado. Varios políticos de la oposición criticaron el plan de Wade por reclamar derechos de autor, insistiendo que el presidente no puede hacerlo sobre ideas concebidas mientras se ocupe un cargo público. La oposición senegalesa cuestionó además el estilo de la escultura, etiquetándola como "Estalinista", y por su coste valorado en 27 millones de dólares.
La estatua, de dimensiones colosales, ha sido criticada dentro y fuera de Senegal por su alto costo; y dentro del país, de mayoría musulmana, por imanes que consideraron y denunciaron el carácter idolátrico de la escultura que representa la figura humana, así como la escasa vestimenta que presentan ambas figuras, femenina y masculina. En diciembre de 2009 el presidente Wade pidió disculpas a la minoría cristiana de Senegal por comparar la escultura con Jesucristo.
Para acceder a la escultura se han de subir 198 escalones los cuales cada 18 escalones hay un pequeño descansillo.

## Galería

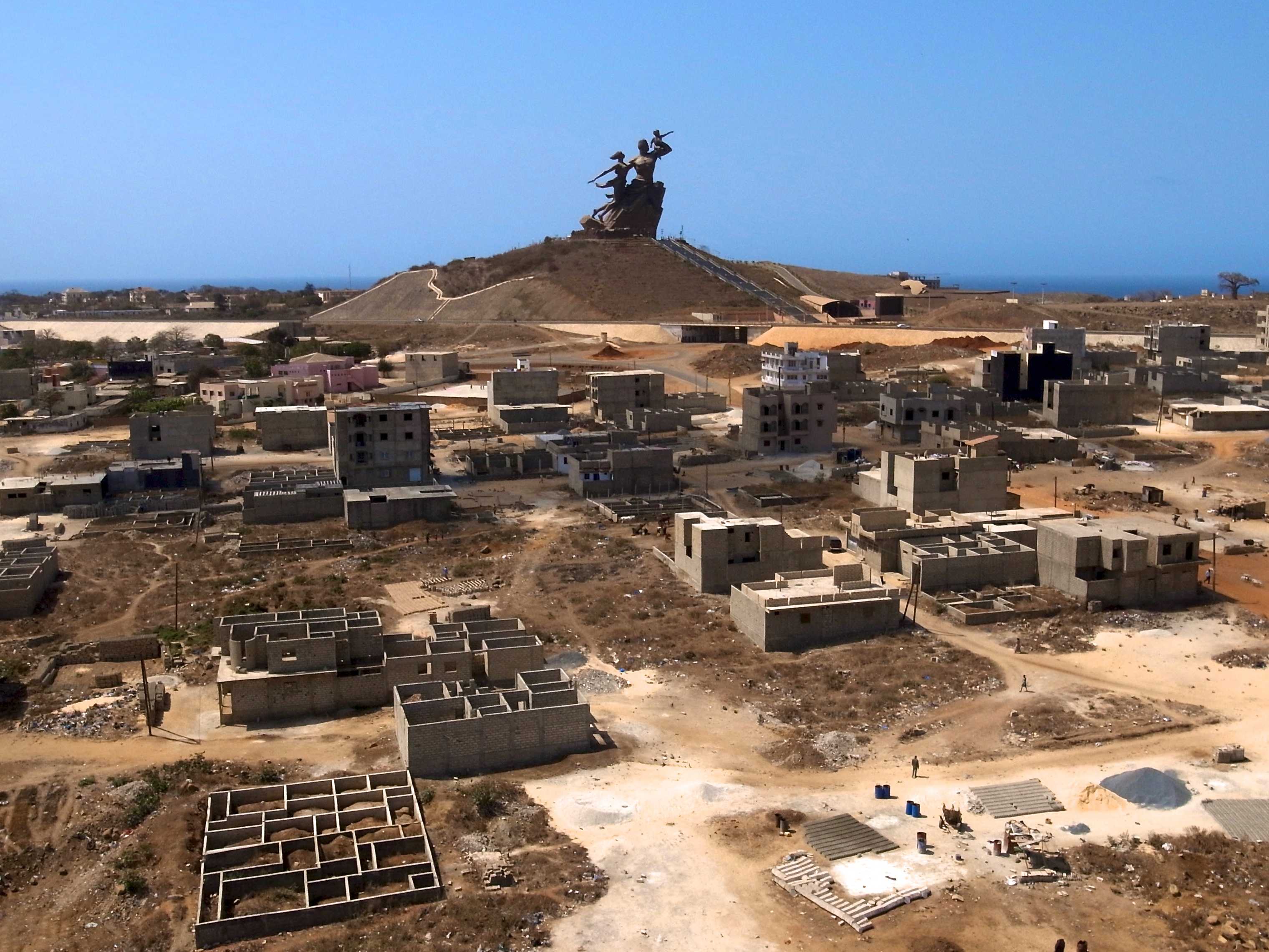
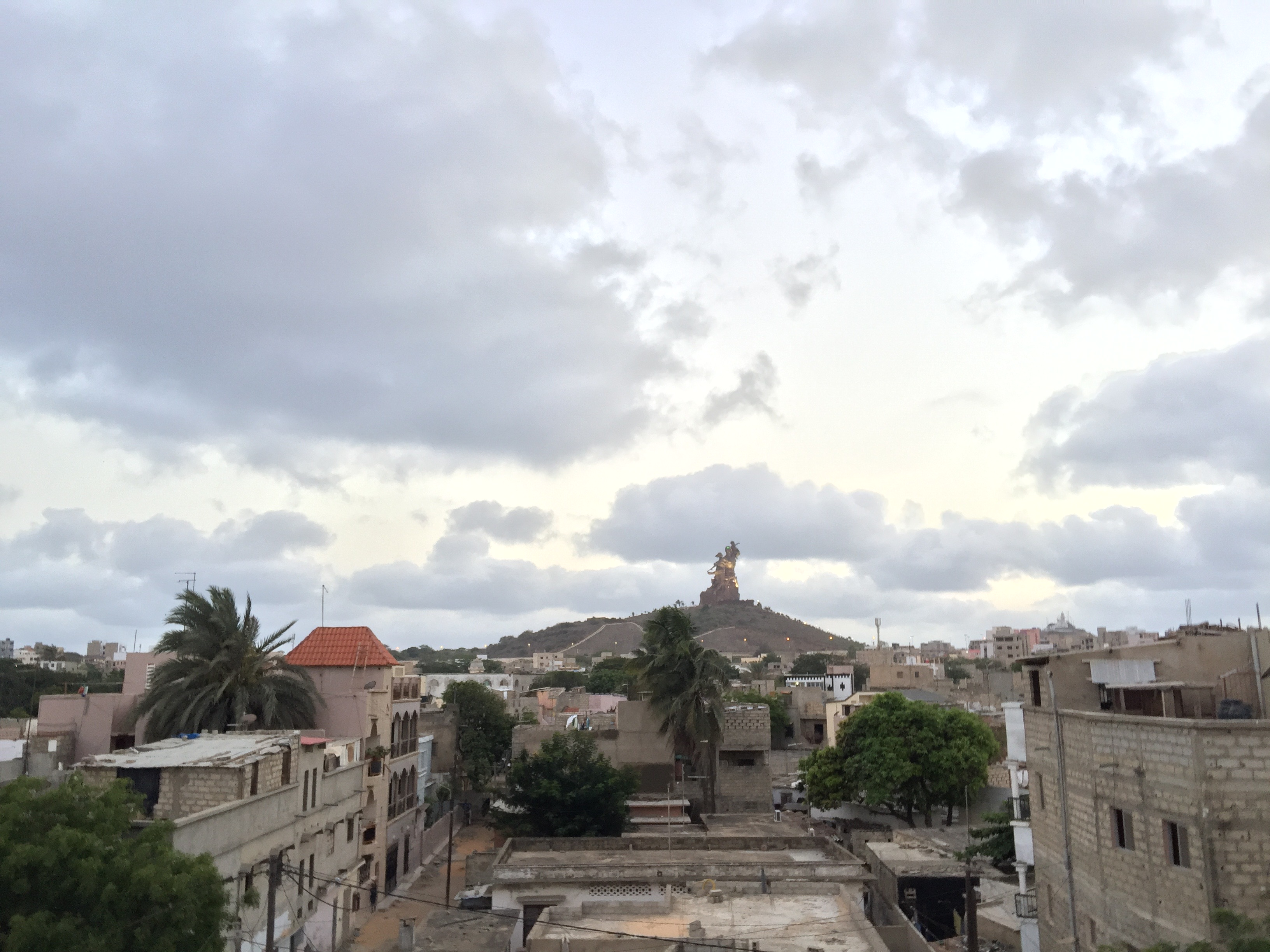
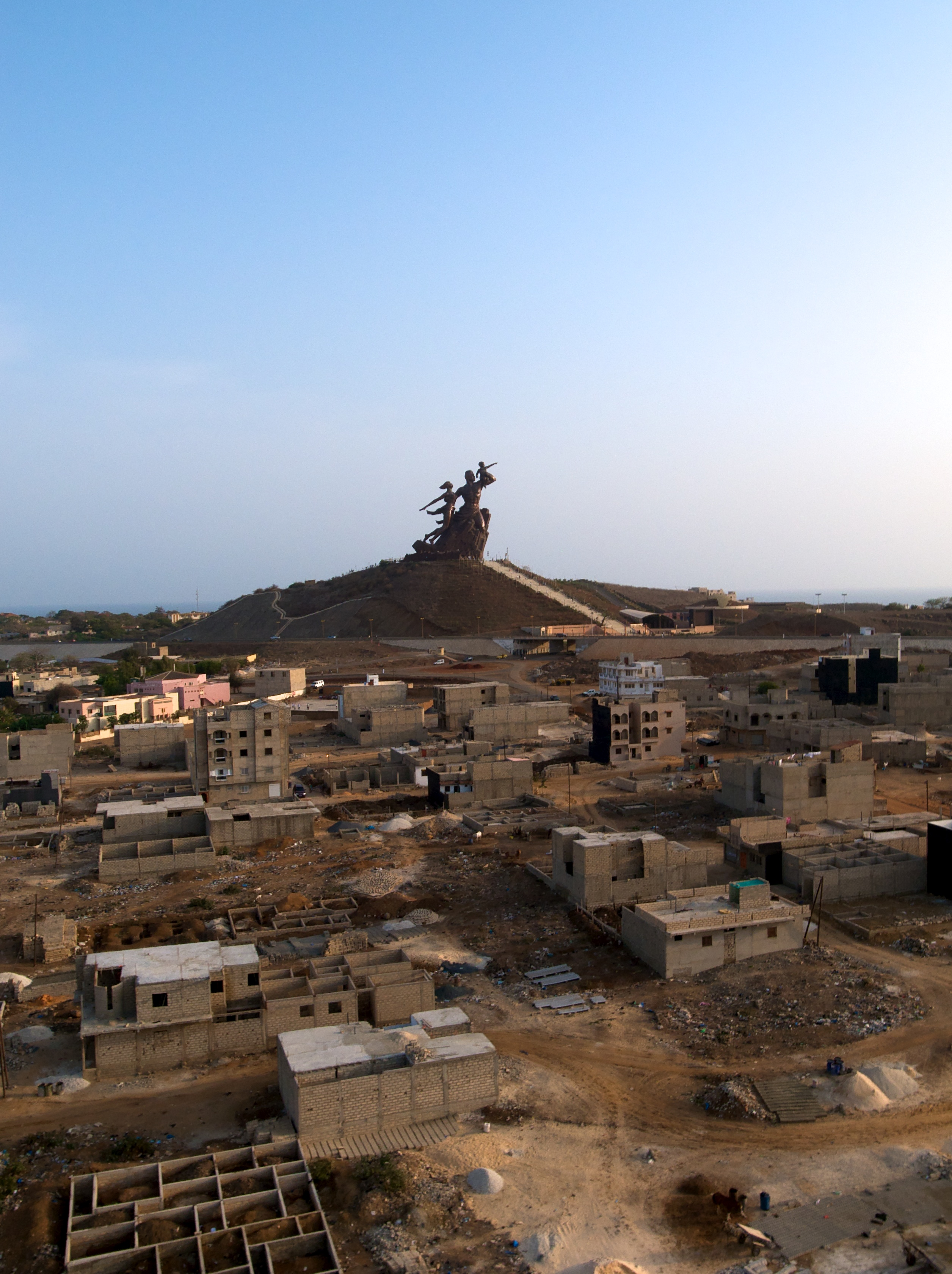